# Station Lebbeke
Het station Lebbeke is een spoorwegstation langs spoorlijn 60 (Jette-Dendermonde) in de gemeente Lebbeke. Er zijn geen loketten meer.
De perrons van station Lebbeke bevinden zich in een bajonetligging, dat betekent dat beide perrons schuin tegenover elkaar aan weerszijden van de overweg liggen. Zodoende blijft de overweg minder lang gesloten als een trein in het station stopt. Om de perrons over te steken dient de overweg gebruikt te worden.
Tegenover perron 2 treft men een stationsgebouw aan. Het is een uit 1974 daterend bouwwerk van de hand van architect Thiebaut. Het lijkt sterk op andere stations uit die tijd. Momenteel wordt het niet meer als station aangewend en is er een broodjeszaak gevestigd in de vroegere lokethal. Aan de achterzijde van het gebouw is echter nog steeds de fietsenstalling van het station gevestigd.
In het kader van het GEN-project werd het volledige station in 2009 onder handen genomen. De perrons werden opgehoogd en vernieuwd, en er werd nieuwe signalisatie en schuilhuisjes aangebracht.

## Galerij

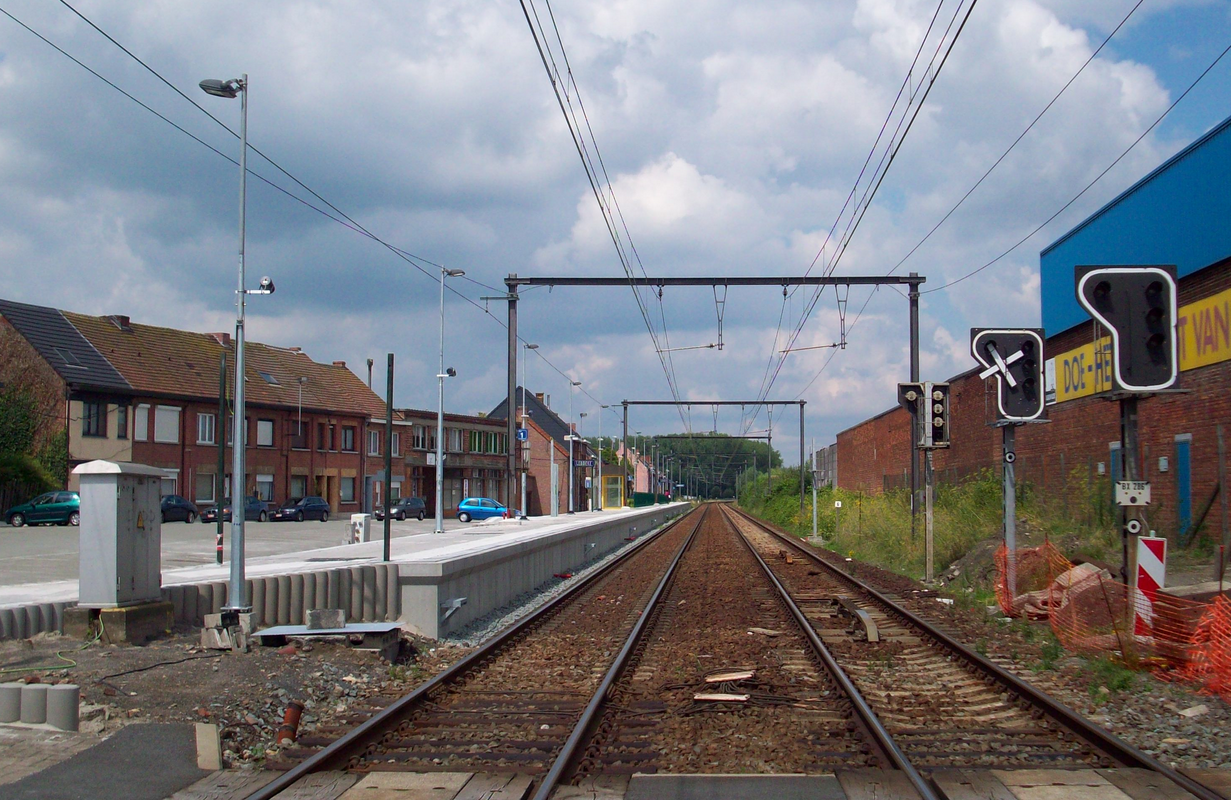
Foto van perron 1 in aanbouw
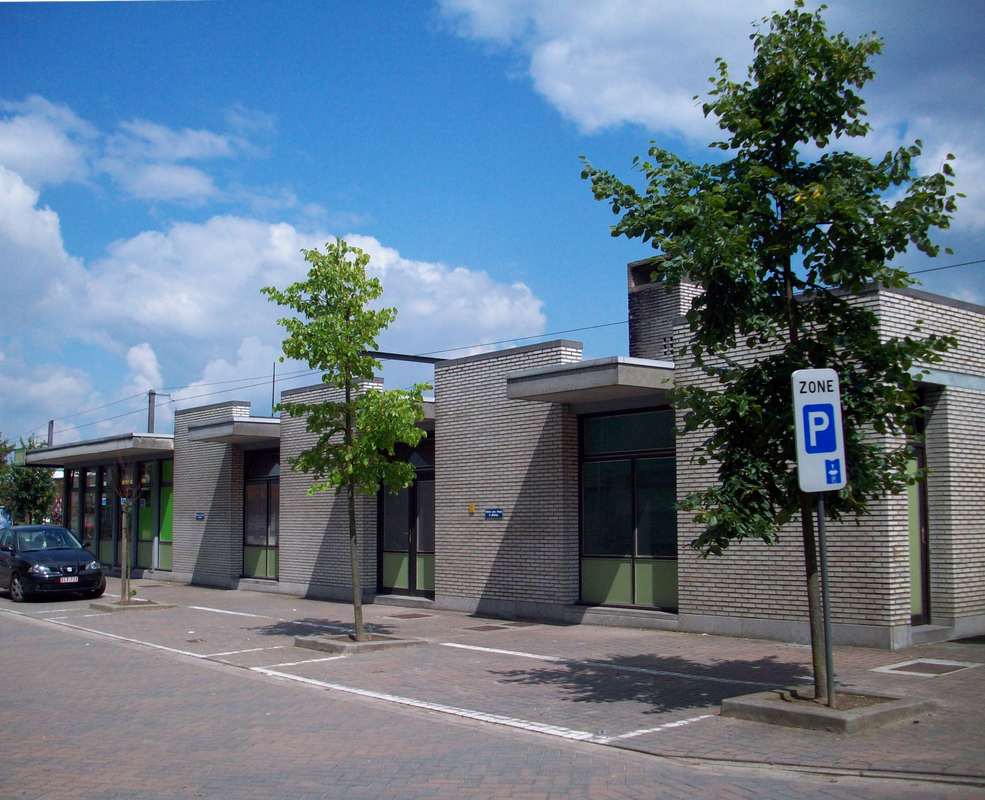
Oud stationsgebouw
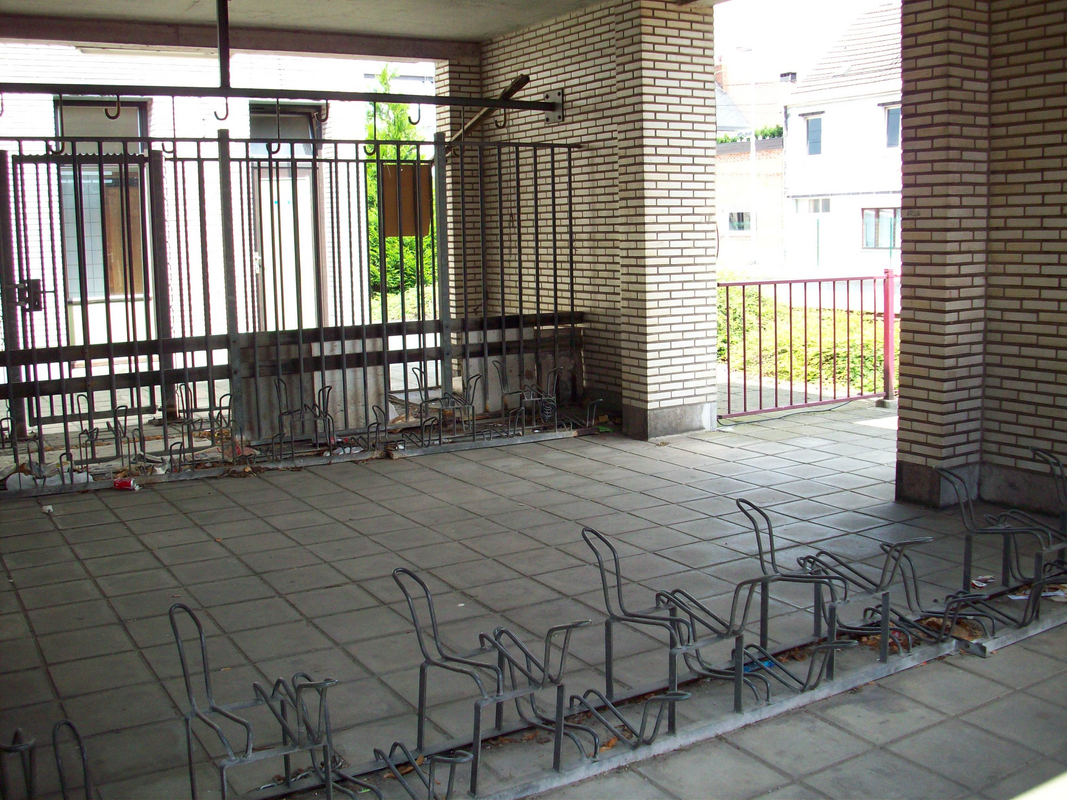
Fietsenstalling, ondergebracht in het voormalige stationsgebouw

## Treindienst
| Serie | Treinsoort | Route                                                                                        | Bijzonderheden |
| ----- | ---------- | -------------------------------------------------------------------------------------------- | --- |
| S 3   | GEN (NMBS) | [ Denderleeuw – ] Geraardsbergen – Brussel-Zuid – [ Lebbeke – Dendermonde ] / [ Schaarbeek ] | Rijdt tijdens de spits vanaf/naar Denderleeuw. Tijdens de spits extra ritten Geraardsbergen-Schaarbeek. Rijdt tijdens het weekend Denderleeuw-Brusssel-Noord. |
| S 10  | GEN (NMBS) | Dendermonde – Lebbeke – Brussel-West – Brussel-Zuid – Aalst                                  | Tijdens de spits extra ritten Aalst-Brussel-Zuid |

## Reizigerstellingen
De grafiek en tabel geven het gemiddeld aantal instappende reizigers weer op een week-, zater- en zondag.
| Tabel: aantal instappende reizigers station Lebbeke | Tabel: aantal instappende reizigers station Lebbeke | Tabel: aantal instappende reizigers station Lebbeke | Tabel: aantal instappende reizigers station Lebbeke |
|                                                     | Weekdag                                             | Zaterdag                                            | Zondag                                              |
| --------------------------------------------------- | --------------------------------------------------- | --------------------------------------------------- | --------------------------------------------------- |
| 1977                                                | 922                                                 | 156                                                 | 108                                                 |
| 1978                                                | 944                                                 | 121                                                 | 125                                                 |
| 1979                                                | 1 208                                               | 113                                                 | 102                                                 |
| 1980                                                | 966                                                 | 114                                                 | 105                                                 |
| 1981                                                | 874                                                 | 134                                                 | 127                                                 |
| 1982                                                | 799                                                 | 121                                                 | 115                                                 |
| 1983                                                | 764                                                 | 95                                                  | 72                                                  |
| 1984                                                | 803                                                 | 55                                                  | 46                                                  |
| 1985                                                | 737                                                 | 86                                                  | 101                                                 |
| 1986                                                | 979                                                 | 68                                                  | 38                                                  |
| 1987                                                | 643                                                 | 67                                                  | 76                                                  |
| 1988                                                | 683                                                 | 98                                                  | 78                                                  |
| 1989                                                | 729                                                 | 75                                                  | 65                                                  |
| 1990                                                | 628                                                 | 59                                                  | 51                                                  |
| 1991                                                | 577                                                 | 93                                                  | 73                                                  |
| 1992                                                | 550                                                 | 80                                                  | 55                                                  |
| 1993                                                | 516                                                 | 85                                                  | 62                                                  |
| 1994                                                | 480                                                 | 43                                                  | 36                                                  |
| 1995                                                | 467                                                 | 57                                                  | 25                                                  |
| 1996                                                | 497                                                 | 53                                                  | 39                                                  |
| 1997                                                | 520                                                 | 46                                                  | 38                                                  |
| 1998                                                | 405                                                 | 40                                                  | 28                                                  |
| 1999                                                | 485                                                 | 41                                                  | 32                                                  |
| 2000                                                | 471                                                 | 27                                                  | 39                                                  |
| 2001                                                | 500                                                 | 42                                                  | 42                                                  |
| 2002                                                | 431                                                 | 56                                                  | 46                                                  |
| 2003                                                | 438                                                 | 45                                                  | 48                                                  |
| 2004                                                | 411                                                 | 48                                                  | 28                                                  |
| 2005                                                | 444                                                 | 36                                                  | 34                                                  |
| 2006                                                | 425                                                 | 48                                                  | 40                                                  |
| 2007                                                | 443                                                 | 58                                                  | 57                                                  |
| 2008                                                | -                                                   | -                                                   | -                                                   |
| 2009                                                | 415                                                 | 42                                                  | 56                                                  |
| 2010                                                | -                                                   | -                                                   | -                                                   |
| 2011                                                | -                                                   | -                                                   | -                                                   |
| 2012                                                | 469                                                 | 40                                                  | 42                                                  |
| 2013                                                | 512                                                 | 57                                                  | 67                                                  |
| 2014                                                | 479                                                 | 68                                                  | 90                                                  |
| 2015                                                | 447                                                 | 83                                                  | 65                                                  |
| 2016                                                | 445                                                 | 83                                                  | 71                                                  |
| 2017                                                | 393                                                 | 76                                                  | 71                                                  |
| 2018                                                | 439                                                 | 85                                                  | 91                                                  |
| 2019                                                | 401                                                 | 68                                                  | 54                                                  |
| 2020                                                | 227                                                 | 74                                                  | 63                                                  |
| 2021                                                | -                                                   | -                                                   | -                                                   |
| 2022                                                | 598                                                 | 177                                                 | 124                                                 |
| 2023                                                | 587                                                 | 126                                                 | 140                                                 |
| 2024                                                | 541                                                 | 148                                                 | 120                                                 |

0,0: Jette ·
1,0: Ganshoren ·
2,3: Zellik-Renbaan ·
5,4: Zellik ·
7,7: Walfergem ·
9,6: Asse ·
13,1: Mollem ·
15,5: Merchtem ·
16,7: Droeshout ·
19,1: Opwijk ·
21,8: Heizijde ·
24,1: Lebbeke ·
26,3: Sint-Gillis ·
27,5: Dendermonde